# Nereo Vianello
Nereo Vianello (Gemona del Friuli, 26 maggio 1929 – Venezia, 23 aprile 1977) è stato un bibliografo e critico letterario italiano.

## Biografia
Laureato in Lettere all'Università degli Studi di Padova nel 1954 con il professore e poeta Diego Valeri, conseguì i diplomi di "Paleografia, diplomatica e dottrine archivistiche" e di "Paleografia greca"; subito dopo gli venne affidato l'incarico di Segretario dell'Istituto di Lettere Musica e Teatro del Centro di Cultura e Civiltà della Fondazione Giorgio Cini di Venezia.
Ha alternato studi letterari e ricerche bibliografiche e bibliotecarie, dedicandosi esclusivamente alle seconde negli ultimi anni della sua vita. Si è occupato di Dante, Petrarca, Boccaccio, Boiardo, Poliziano, Galileo, Calmo e Goldoni.
Dal 1961 lavorò alla Biblioteca nazionale Marciana di Venezia svolgendo importanti ricerche bibliografiche e codicografiche di carattere linguistico e letterario; coordinò i restauri di opere rare e di pregio; allestì la mostra per il IV centenario della nascita di Galileo e nel 1965 contribuì alla realizzazione della mostra per il VII centenario dantesco e per il V centenario dell'introduzione della stampa in Italia; organizzò nel 1967 una mostra sulle legature del XVI secolo e un congresso di bibliofili e infine collaborò alle celebrazioni del V centenario Marciano. Nel frattempo riprodusse il catalogo dei "Fondi antichi" e compilò l'Elenco dei periodici della Biblioteca Nazionale Marciana.
Parallela all'attività bibliotecaria, a partire dal 1956, Vianello svolse l'attività di docente universitario presso l'ateneo Ca' Foscari di Venezia. Dopo aver conseguito le libere docenze in Lingua e letteratura italiana e in Bibliografia e biblioteconomia, nel 1965 ottenne la cattedra di Bibliografia e biblioteconomia presso la Facoltà di Lingue.
Nel 1967 pubblicò la sua monografia più importante: gli annali bibliografici della tipografia di Alvisopoli di Nicolò e Giovanni Bettoni.
Diresse inoltre la Sovrintendenza ai beni librari del Veneto dal 1971, promuovendo la creazione di 76 nuove biblioteche – tra cui la stessa universitaria - sette sistemi bibliotecari provinciali e avviando un centro regionale del restauro del libro.
Morì a soli 47 anni all'Ospedale Civile di Venezia il 23 aprile 1977.

## Opere
- Elementi di ortografia compositiva, Venezia, Centro arti e mestieri Fondazione Giorgio Cini, 1966.
- Il canto XVII del «Paradiso», Firenze, F. Le Monnier, 1966.
- G. Boccaccio, Elegia di Madonna Fiammetta, a cura di Nereo Vianello, Roma, A. Curcio, 1966.
- La tipografia di Alvisopoli e gli annali delle sue pubblicazioni, Firenze, L.S. Olschki, 1967.
- La citazione di opere a stampa e manoscritti, Firenze, L.S. Olschki, 1970.

### Studi bibliografici
- Per il testo delle «Stanze» del Poliziano: l'edizione del 1526, in «Lettere italiane», N.S., VII (1955), fasc. III, pp. 331-342.
- Notizie di manoscritti (dai cataloghi Rosenthal e Hoepli), in “Lettere italiane”, N.S., VII (1956), fasc.I, pp. 68–71
- Inventario dei manoscritti di D'Annunzio al Vittoriale, in “Quaderni dannunziani”, XXXVI-XXXVII (1968)
- I libri di Petrarca e la prima idea di una pubblica biblioteca a Venezia, Venezia, Stamperia di Venezia, 1969
- Per gli "annali" dei Sessa, tipografi ed editori in Venezia nei secoli XV-XVIII, in “AB”, XXXVIII (1970), n.4-5, pp. 262–285
- Dell'unico esemplare conosciuto dell'editio princeps dell'«Innamorato», in Il Boiardo e la critica contemporanea. Atti del convegno di studio su M.M.Boiardo (Scandiano-Reggio Emilia, 25-27 aprile 1969), Firenze, Olschki, 1970
- Una nuova bibliofilia?, in Studi offerti a Roberto Ridolfi, Firenze, Olschki, 1973, pp. 443–456
- Rassegna di recenti pubblicazioni italiane di bibliografia e biblioteconomia, in “AB”, XLII (1974), fasc.III
- Biblioteconomia come scienza: epistemologia, professionalità, didassi, in "Lettere Venete", X (1974), fasc.31-34
- Materiali e ipotesi su Nicolas Ienson e sull'origine del tondo (Rileggendo le "Lettres d'un bibliographe" del Madden), Roma, Nuova tecnica grafica, 1976, pp. 619–628.
- Per un'edizione di Andrea Calmo. Saggio di bibliografia, in “Studi in onore di Natalino Sapegno”, vol.III, Roma, Bulzoni, 1976, pp. 223–238.

### Studi letterari
- Le postille di Petrarca di Galileo Galilei, in “Studi di filologia italiana”, XIV (1956), pp. 211–433
- Note di Emilio Teza sulla lingua del Calmo, in “Lettere italiane”, N.S., IX (1957), fasc.III, pp. 197–204
- La lingua del foro veneto nelle attestazioni dell'opera goldoniana, in Atti del convegno internazionale di studi goldoniani (Venezia 28 settembre-1º ottobre 1957), Venezia-Roma, Ist.per la collaborazione culturale, 1959, pp. 908–928
- Ventitré lettere di Iuan Andrès a Gaetano Melzi, in “Archivio Veneto”, S.V., XCVIII (1973), pp. 55–126
- Leggere per vivere ed esistere, in “AB”, 1977, n.1, pp. 41–63
- «Calmo Andrea», in Dizionario critico della letteratura italiana, Torino, UTET, vol.I, 1973, pp. 456–59